# Pendule de Huygens
 (avril 2007).
En physique, le dispositif appelé pendule de Huygens, en l'honneur du physicien Christian Huygens, est constitué d'un point matériel M, pesant, se déplaçant sur une parabole d'équation {\displaystyle z=x^{2}/2p\,}, dans un plan tournant à la vitesse angulaire {\displaystyle \omega \,}, d'axe vertical.
Il ne mérite de fait pas son appellation de « pendule » puisqu'il n'oscille pas. Néanmoins il fournit un résultat intéressant pour la compréhension du pendule conique.

## Présentation
Huygens a imaginé une came d'équation :
{\displaystyle z_{p}={3 \over 2}(px^{2})^{1/3}\,},
c'est-à-dire l'équation de la développée de la parabole.
On constate que si le point dépasse une certaine vitesse angulaire critique, donnée par :
{\displaystyle \omega _{0}={\sqrt {\frac {g}{p}}}}
Il se retrouve soit en bas, soit en haut du dispositif. Le cas d'équilibre indifférent est atteint quand la vitesse angulaire de son déplacement est égale à cette vitesse critique.

## Explications
On considère les énergies potentielles des forces en présence dans le référentiel tournant :
- l'énergie potentielle de pesanteur {\displaystyle mgz\,}, avec {\displaystyle z=r^{2}/2p\,}, soit {\displaystyle E_{p}={\frac {mgr^{2}}{2p}}} ;
- l'énergie potentielle dont dérive la force d'entraînement (axifuge, ou « centrifuge ») : {\displaystyle E_{e}=-m\omega ^{2}{\frac {r^{2}}{2}}}.

Le mobile M se situe, à l'équilibre, au point où l'énergie totale {\displaystyle E=E_{p}+E_{e}\,} atteint un extrémum, c'est-à-dire au point où sa dérivée s'annule :
{\displaystyle {\frac {dE}{dr}}=0\Leftrightarrow {\frac {mgr}{p}}-m\omega _{0}^{2}r=0\Leftrightarrow r=0}
C'est-à-dire lorsque :
{\displaystyle \omega _{0}={\sqrt {\frac {g}{p}}}}.
Lorsque {\displaystyle r=0\,}, M se trouve en bas de la parabole. Lorsque {\displaystyle \omega =\omega _{0}\,} toute la parabole se trouve à l'équilibre, M reste immobile, là où il se trouvait lorsque la vitesse critique a été atteinte. Le cas où M se trouve en haut est un cas hors équilibre, dû aux contraintes physiques posées par la came.

## Observation
On peut observer la parabole de Huygens avec un liquide :
- on emprisonne de l'eau colorée entre deux plans transparents verticaux et très proches, pour obtenir un film de liquide (qui ne remplit pas entièrement l'espace entre les deux plans) ;
- on met l'ensemble en rotation autour d'un axe vertical à la vitesse {\displaystyle \omega _{0}\,} quelconque (fixée par l'expérimentateur).

On remarque alors que la surface du liquide se courbe, pour adopter la forme d'une parabole, d'équation identique à celle de la came de Huygens, avec le paramètre {\displaystyle p\,} valant {\displaystyle {\frac {g}{\omega _{0}^{2}}}}.